# 日博里夫齊
48°30′9″N 22°44′59″E / 48.50250°N 22.74972°E
日博里夫齊（烏克蘭語：Жборівці），是烏克蘭的村落，位於該國西部外喀爾巴阡州，由穆卡切沃區負責管轄，面積0.81平方公里，海拔高度221米，2001年人口335，人口密度每平方公里412.56人。